# 墨田区立立花吾嬬の森小学校
墨田区立立花吾嬬の森小学校（すみだくりつ たちばなあずまのもりしょうがっこう）は、東京都墨田区立花1丁目にある公立小学校。

## 沿革
- 2007年（平成19年）
  - 6月上旬 - この時期から7月2日まで、一般公募による校章デザイン募集[2]。
  - 12月10日 - 校章決定[2]。
- 2008年（平成20年）4月1日 - 立花小学校と第一吾嬬小学校が統合し、開校。

## 通学区域
- 文花2丁目（1番～10番、20番）、立花1丁目、立花2丁目、立花3丁目（2番～11番）[3]

## 進学先中学校
- 墨田区立吾嬬第一中学校 - 文花2丁目（1番～10番、20番）、立花1丁目（1番～23番、27番）、立花2丁目（全域）から通う児童の主な進学先[3]
- 墨田区立吾嬬立花中学校 - 立花1丁目（24番～26番、28番～35番）、立花3丁目（2番～11番）から通う児童の主な進学先[3]

## 学校周辺
- 立花児童館
- 立花公園
- サンタウン立花1
- 立花団地内郵便局
- 東京清風園
- 慈光院
- 香取児童遊園
- 東あずま公園
- 東武鉄道亀戸線東あずま駅
- 明源寺
- 東京都道306号王子千住夢の島線

## 交通アクセス
- 東武亀戸線東あずま駅から、徒歩約235m・約4分。
- 墨田区内循環バス（すみだ百景 すみまるくん・すみりんちゃん）北東部ルートで、「吾嬬神社入口・明源寺前」バス停か「東あずま駅」バス停下車後、徒歩。
  - 京成電鉄押上線・都営地下鉄浅草線・東京メトロ半蔵門線・東武伊勢崎線押上駅から、上述の循環バスで、上述のバス停下車後、徒歩。
- 都営バス「里22」系統（日暮里駅前～亀戸駅前線）で、「文花2丁目」バス停下車後、徒歩。
  - JR東日本[4]・京成本線・東京都交通局日暮里・舎人ライナー日暮里駅、JR総武緩行線・東武亀戸線亀戸駅から、都営バス「里22」系統で、「文花2丁目」バス停下車後、徒歩。
    - なお、「文花2丁目」バス停から学校まで、約525mあるため、亀戸駅からは東武亀戸線を利用し、東あずま駅から徒歩移動した方が早い。